# シヴァル
シヴァル（Cival）は、グアテマラ、ペテン県東部にある先古典期のマヤ遺跡。先古典期最大級の都市だったことが21世紀になってから明らかになった。

## 遺跡
シヴァルはホルムルから6.5キロメートル北に位置する。
先古典期中期に定住がはじまった。紀元前150年から西暦100年ごろに盛期を迎え、人口は約1万人に達した。シヴァルは当時最大のマヤの都市のひとつだった。しかし、古典期が始まる前の西暦200年ごろに放棄された。
フランシスコ・エストラーダ＝ベリによると、シヴァルのグループ1建築複合体は、有名なワシャクトゥンのものと同様の天体観測施設になっている。
シヴァルの石碑2はマヤ低地で最古のものだという。

## 調査
1910年にホルムル遺跡を調査したレイモンド・マーウィンはシヴァルも訪れたが、名前が似ていたためにセイバルと混同されていた（スペイン語ではBとVを区別しない）。後にイアン・グレアムがピーボディ考古学・民族学博物館のセイバルの石碑の写真の中に違う遺跡のものが混じっていることに気づき、マーウィンの調査ノートをもとにしてシヴァルが再発見された。グレアムによれば「シヴァル」とはこの地域で葦の生えた沼を意味し、遺跡の近くに沼があることから名がつけられた。グレアムは1984年にシヴァルの最初の地図を作成したが、その後シヴァルの規模はグレアムの地図よりもはるかに大きいことが明らかになった。
21世紀にはいると、ホルムル遺跡調査の一環として、ヴァンダービルト大学のフランシスコ・エストラーダ＝ベリによるシヴァルの調査が行われた。神殿ピラミッドから、よく保存された4.5×3メートルの巨大な漆喰の仮面やヒスイ製品が発見された。2004年には第2の仮面が発見された。古典期を特徴づける王や複雑な図像、宮殿、墓葬などをシヴァルは持っており、エストラーダ＝ベリは古典期のはじまりを250年ごろとする従来の説には再考が必要であるとする。